# 納蘭希托 (聖巴巴拉省)
納蘭希托（西班牙語：Naranjito），是洪都拉斯的城鎮，位於該國西北部，由聖巴巴拉省負責管轄，始建於1844年，面積130.5平方公里，海拔高度930米，2001年人口10,204，人口密度每平方公里78.19人。
14°057′N 88°041′W / 14.950°N 88.683°W